# Café Andersen

Firmenlogo: Konditorei und Café Andersen, Hamburg

Das Café Andersen war eine traditionelle und familiengeführte Konditorei mit verschiedenen Filialen in und um Hamburg, die dort von 1919 bis zur Schließung infolge von Insolvenz 2012/13 bestanden. Das Fachmagazin Der Feinschmecker zählte das Unternehmen zu den zehn besten Confiserien Europas.

## Geschichte

### Erste Generation (Gründung)
Die Gründung des traditionellen und familiären Unternehmens lässt sich bis in das Jahr 1899 zurückverfolgen. Zu jenem Jahr gründete Robert Andersen in Haderslev (Dänemark) die Konditorei Andersen und führte diese bis 1921 in besagter Stadt.

### Zweite Generation (Hamburg)
1919 wurde die erste hamburgische Filiale in der Caffamacherreihe gegründet, die von Adolf Andersen (sen.) übernommen wurde. Im Jahr 1929 folgte die Schließung. 1925 wurde ebenfalls eine Filiale in der Rothenbaumchaussee eröffnet. Es folgten weitere Ableger im Bezirk Wandsbek, in dem sich bis zum endgültigen Bankrott auch die Hauptzentrale befand. 1939 übernahm Adolf Andersen (jun.) die Geschäfte.
Während des Zweiten Weltkrieges wurden alle Filialen, ausgenommen die Backstube, durch Bombenangriffe zerstört. Erst 1945 eröffnete das Café Andersen in der Wandsbeker Marktstraße. In den folgenden Jahren expandierte das Unternehmen, das ebenfalls durch Ehefrau Ella vorangetrieben wurde, bis in den hamburgischen Vorort Glinde.

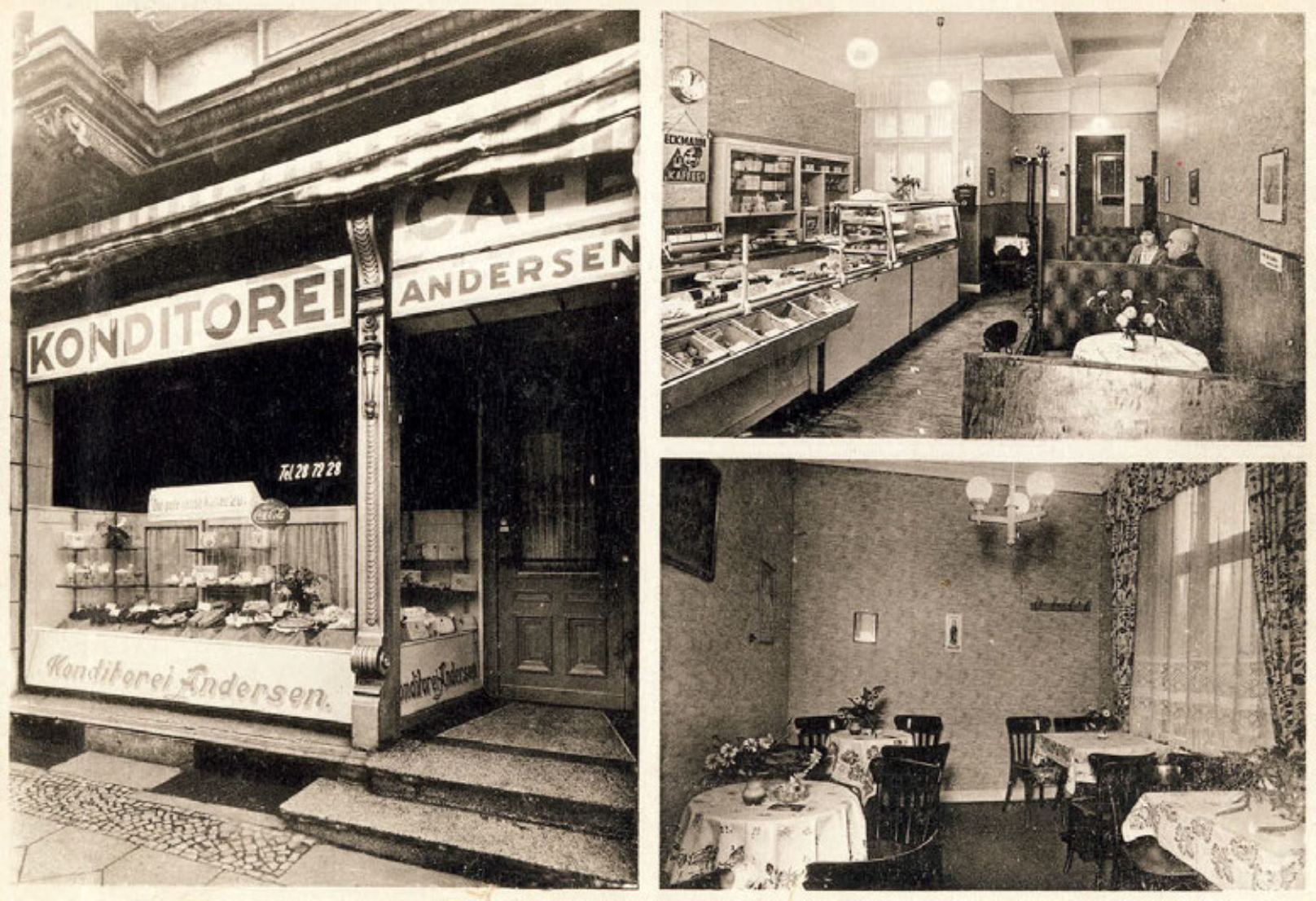
Konditorei-Café Andersen (Postkarte aus dem Jahr 1940)
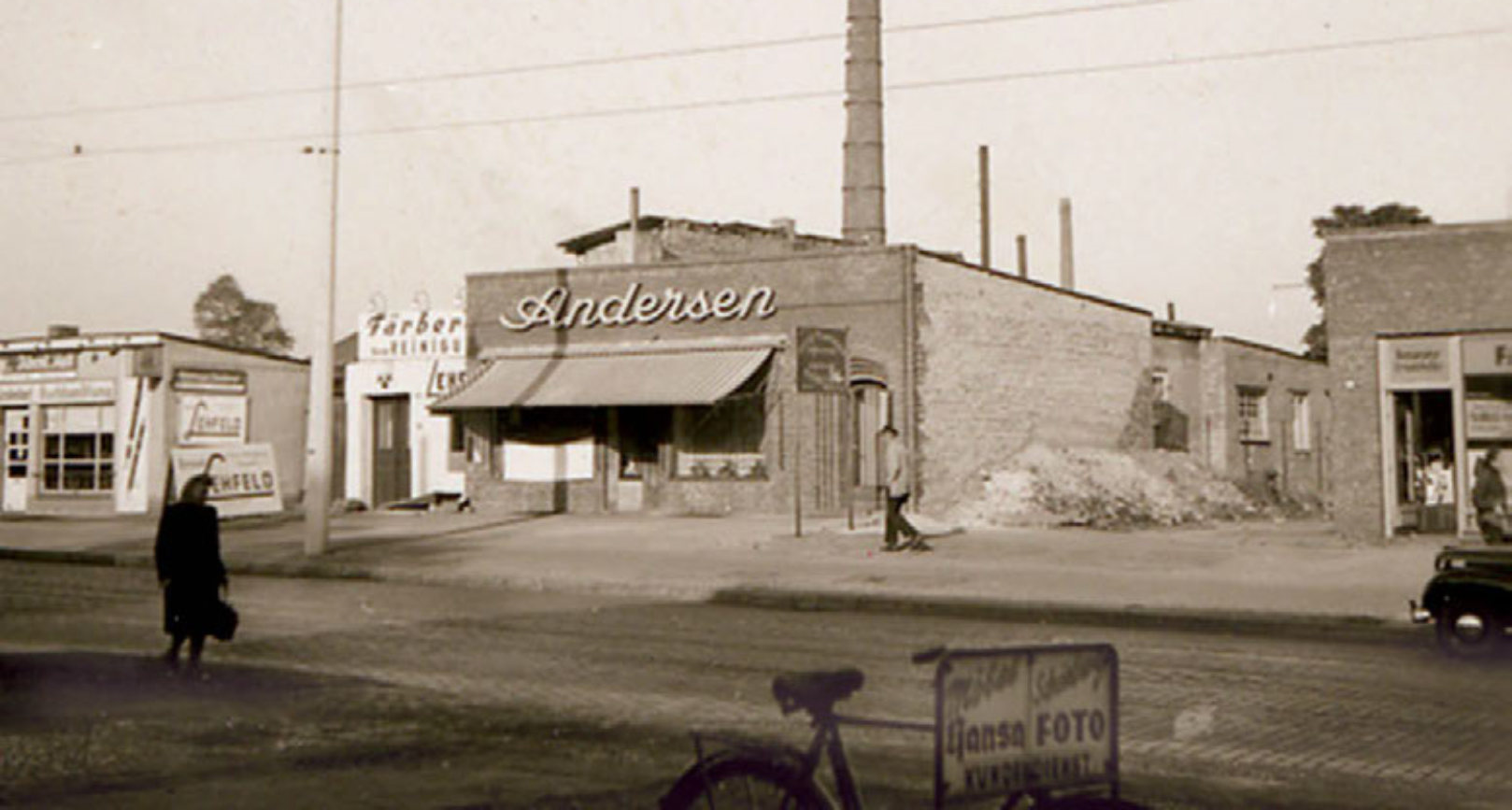
Backstube Andersen im Jahr 1945
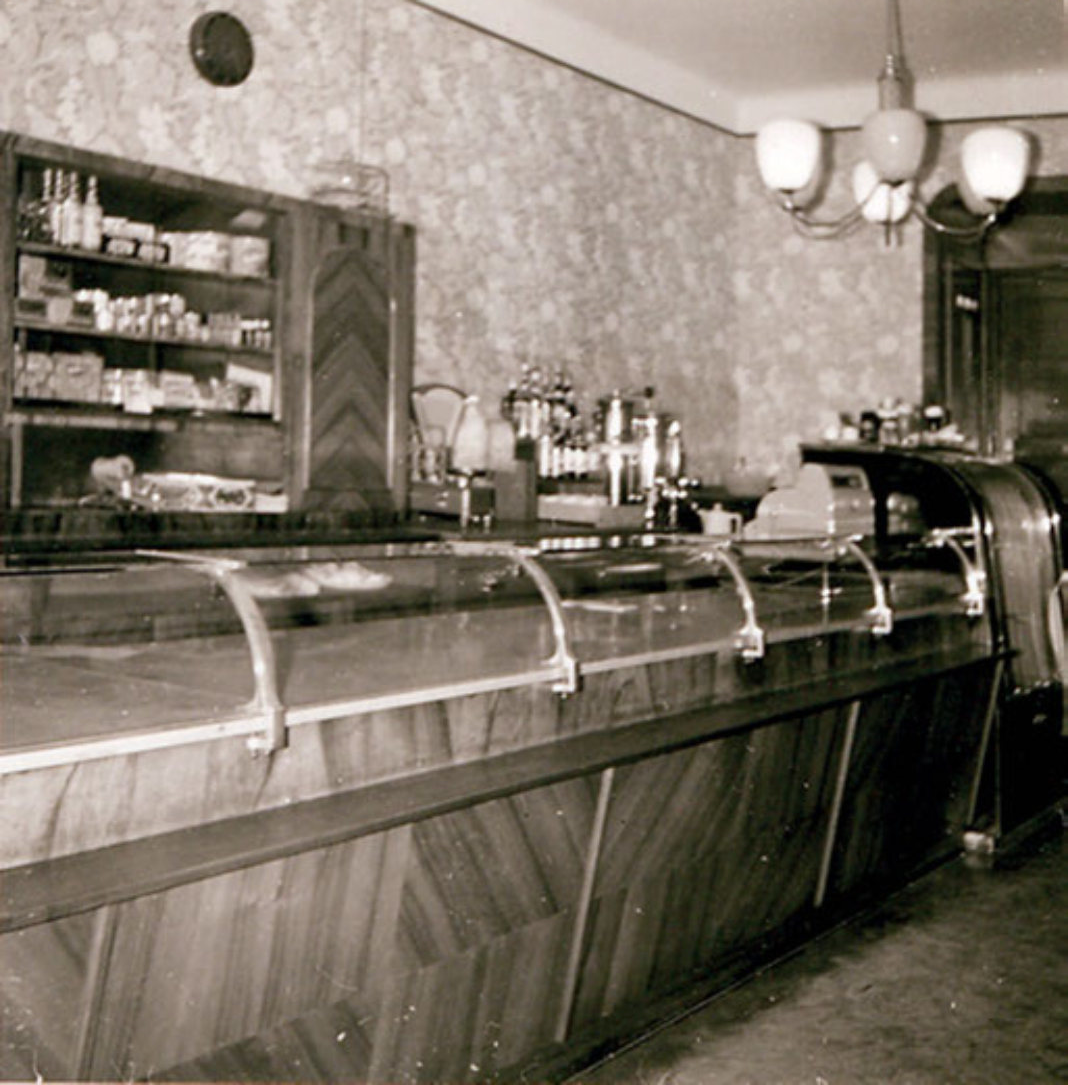
Verkaufstheke in der Konditorei-Café Andersen (1950er Jahre)
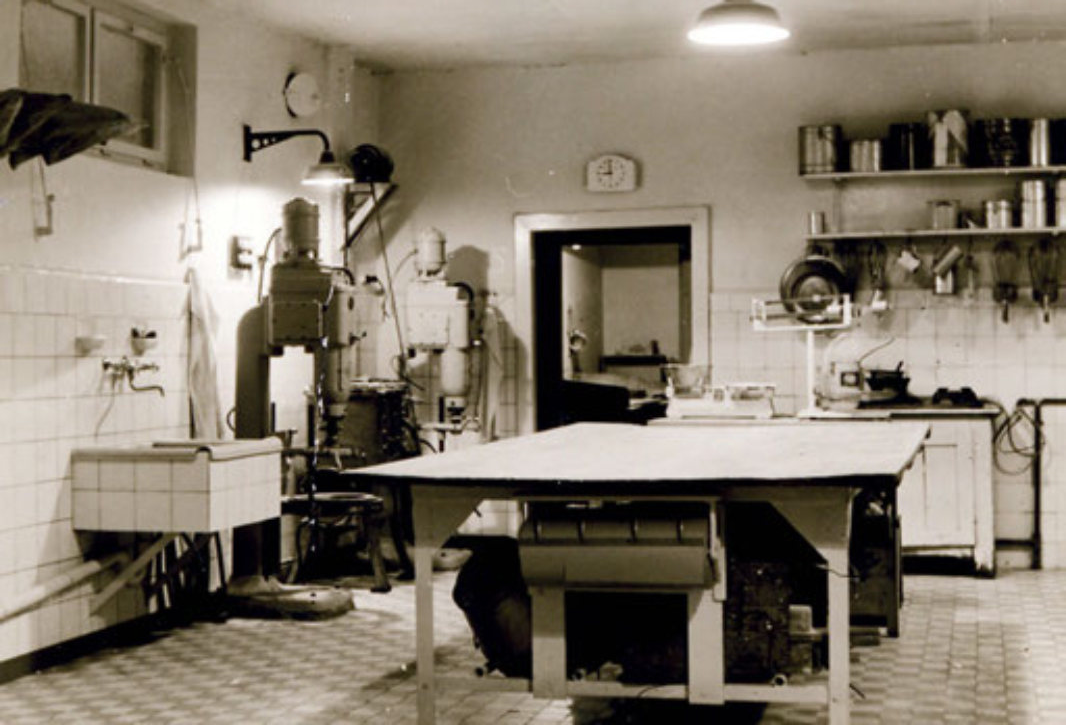
Backstube der Konditorei-Café Andersen (1950er Jahre)
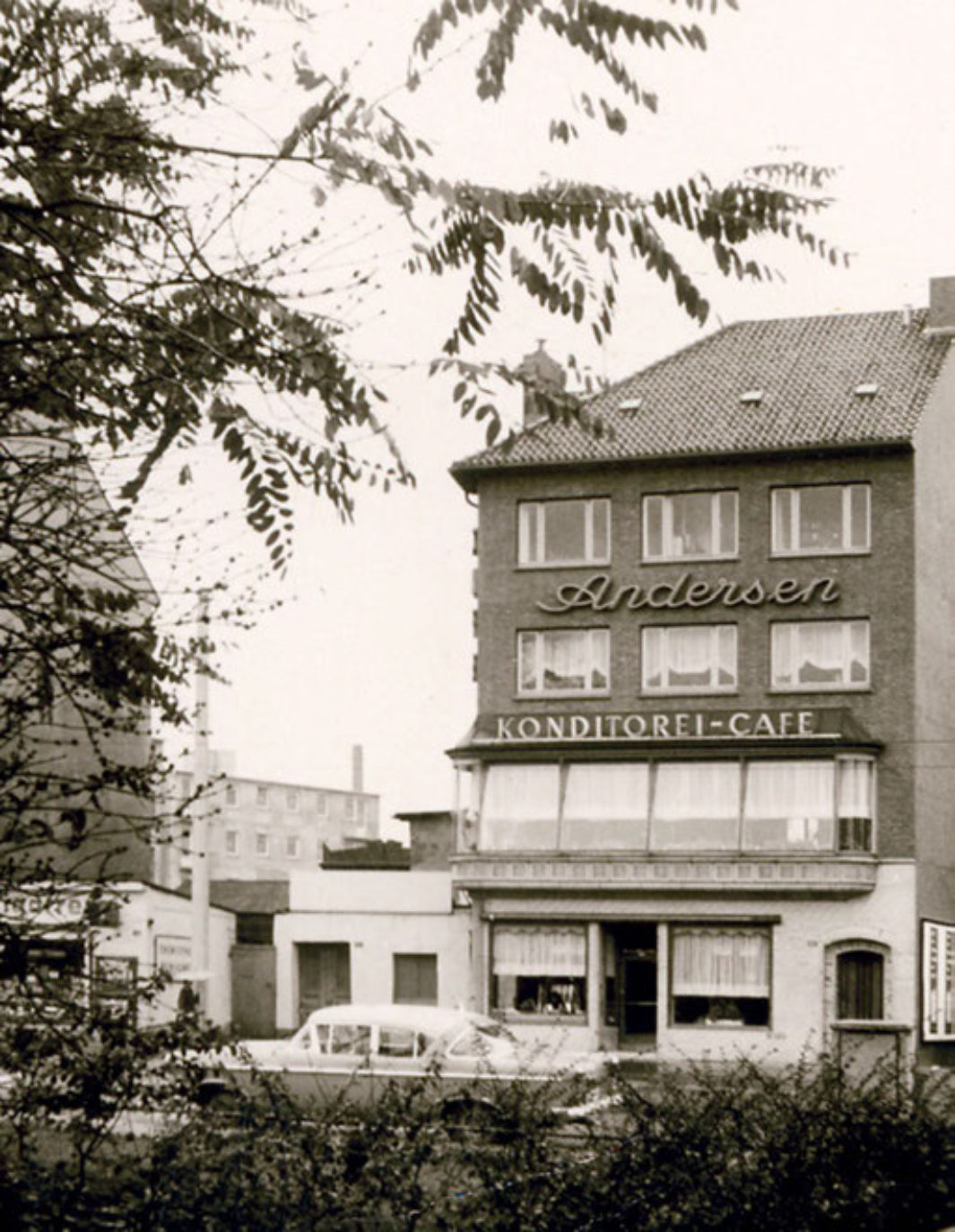
Gebäude der Konditorei-Café Andersen (ca. 1950)

Konditorei Andersen 2007

### Dritte Generation (Expansion)
Im Jahre 1980 übernahm die dritte Generation das Geschäft, das sich dank seiner Produktqualität und Firmenphilosophie bereits über die Grenzen Hamburgs hinaus einen Namen gemacht hatte. Im Jahr 2000 bezeichnete Die Welt die Familie Andersen als eine der letzten Ausnahmen unter den Traditionskonditoren in Hamburg, die von einer Insolvenzwelle erfasst waren. 2003 gab es in Hamburg sechs Filialen des Café Andersen. Als Besonderheit des Hauses galt die Verwendung exklusiver Zutaten wie Valrhona-Schokolade, Lubeca-Marzipan und Tahiti-Vanille. Ab 2008 existierte auch eine Filiale auf Sylt. Adolf Andersen war Gründungsmitglied des CondiCreativClubs, welcher im Rahmen der Deutschen Meisterschaft der Konditoren den Konditor des Jahres auslotete und den Nachwuchs förderte. Gleichsam war er als stellvertretender Obermeister der Hamburger Konditoren-Innung tätig.

### Vierte Generation (Insolvenz)
Über 100 Jahre nach der Gründung kam es zu mehrmaligen Insolvenzverfahren. Die Stammgäste wurden älter und junge Leute zog es verstärkt zu den konkurrierenden Firmen, zu den Filialen von Starbucks und Balzac oder zum eiligen Kaffee to go, im Plastikbecher beim nächsten Kiosk, sodass Sohn Lars Andersen die Geschäfte übernehmen musste. 2009 geriet das Unternehmen in Schwierigkeiten und verzeichnete starke Verluste sowie sinkende Umsätze. Im Jahre 2012 schloss das Bezirksamt aufgrund gravierender Hygienemängel den Betrieb. Im Januar 2013 wurde das Unternehmen endgültig aufgegeben, obwohl bis zuletzt auf hochwertige Rohstoffe und Fertigungsprozesse gesetzt und ebenfalls ein Onlineshop etabliert wurde.

## Dienstleistungen

### Pralinen- und Backkurse
Der Konditormeister Adolf Andersen lud mehrmals jährlich in unregelmäßigen Abständen zu Pralinenkursen in der betriebseigenen Backstube ein. Ein solches Seminar konnte sowohl von Privat-, als auch von gewerblich orientierten Personen gegen eine Gebühr genutzt werden; es dauerte ca. fünf Stunden. Besonders zu den Festzeiten wie Ostern oder Weihnachten erfreute sich das Angebot großer Beliebtheit, die weit über die Grenzen der Hansestadt Hamburg hinausging. Darüber hinaus wurden ebenfalls Torten- und Brotbackseminare angeboten.